# مارک لمسالو
مارک لمسالو (استونیایی: Marek Lemsalu؛ زادهٔ ۲۴ نوامبر ۱۹۷۲) بازیکن سابق فوتبال اهل استونی است.
از باشگاه‌هایی که در آن بازی کرده‌است می‌توان به باشگاه فوتبال ماینتس ۰۵، باشگاه فوتبال فلورا تالین، و باشگاه فوتبال لوادیا تالین اشاره کرد.
وی همچنین در تیم ملی فوتبال استونی بازی کرده‌است.